# Élections européennes de 2004 en Irlande
Les élections européennes se sont déroulées le vendredi 11 juin 2004 pour désigner les 13 députés européens Irlandais du Parlement européen. Ces élections ont coïncidé avec les élections locales de 2004. Depuis les élections de 1999, le nombre de députés irlandais est passé de 15 à 13 sièges, ce qui a entraîné un redécoupage des circonscriptions avec le comté de Clare étant transféré de l'ancienne circonscription de Munster vers la nouvelle circonscription Nord-Ouest. Les élections ont été organisées selon le système du scrutin à vote unique transférable avec vote préférentiel. Pour l'Irlande du Nord, voir la section britannique correspondante.

## Résultats
| Parti | Parti            | Chef du parti  | Voix de première préférence | %    | ±%   | Sièges | ±  |
| ----- | ---------------- | -------------- | --------------------------- | ---- | ---- | ------ | -- |
|       | Fine Gael        | Enda Kenny     | 494,412                     | 27.8 | +3.2 | 5      | +1 |
|       | Fianna Fáil      | Bertie Ahern   | 524,504                     | 29.5 | -9.1 | 4      | -2 |
|       | Sinn Féin        | Gerry Adams    | 197,715                     | 11.1 | +4.8 | 1      | +1 |
|       | Labour Party     | Pat Rabbitte   | 188,132                     | 10.5 | +1.8 | 1      | 0  |
|       | Parti vert       | Trevor Sargent | 76,917                      | 4.3  | -2.4 | 0      | -2 |
|       | Parti socialiste | Joe Higgins    | 23,218                      | 1.3  | +0.5 | 0      | 0  |
|       | Indépendants     | Indépendants   | 275,870                     | 15.5 | +1.2 | 2      | 0  |
| Total | Total            | Total          | 1,780,768                   | 100  | –    | 13     | -2 |

## Élus
- circonscription de Dublin :

1. Proinsias De Rossa, Travaillistes, groupe socialiste
2. Mary Lou McDonald, Sinn Féin, groupe de la Gauche unitaire européenne
3. Gay Mitchell, Fine Gael, groupe du PPE
4. Eoin Ryan, Fianna Fáil, groupe UEN

- Circonscription Est

1. Liam Aylward Fianna Fáil, groupe UEN
2. Avril Doyle Fine Gael, groupe PPE
3. Mairead McGuinness Fine Gael, groupe PPE

- Circonscription Nord-Ouest

1. Marian Harkin, groupe ADLE
2. Jim Higgins Fine Gael, groupe PPE
3. Seán Ó Neachtain Fianna Fáil, groupe UEN

- Circonscription Sud

1. Simon Coveney Fine Gael, groupe PPE
2. Brian Crowley Fianna Fáil, groupe UEN
3. Kathy Sinnott  Indépendant